# 81 Рака
81 Рака (також Pi1 Cancri, π1 Cancri) — зоряна система, розташована в сузір'ї Рака на відстані приблизно 66 світлових років від Сонячної системи. Головний компонент системи — тісна спектрально-подвійна зоря, пара жовтих карликів класу G, віддалік якої розташована пара коричневих карликів, що обертаються один навколо одного.

## Компоненти
Упродовж тривалого часу зоря 81 Рака вважалася подвійною — візуально і спектрально (VBO = SB2O). Компоненти обертаються один навколо одного по ексцентричній орбіті з періодом 2,7 року, 100 кутових мілісекунд якої вдалося відстежити завдяки помірному ступеню розділення й відносно близькій відстані. Ці два компоненти мають сумірні маси й температури; другий компонент на 0,04 маси Сонця легший і на кількасот Кельвінів холодніший.
2001 року було відкрито ще один компонент системи — коричневий карлик. Було визначено, що об'єкт із позначенням 2MASSW J0912145+145940 (2M0912+14) у каталозі 2MASS має однаковий власний рух із подвійною зорею AB, а подальші спостереження підтвердили, що цей третій супутник є коричневим карликом. Виявилося, що спектральним класом новознайденого компонента, 81 Рака C, є L8 — тобто він перебуває в зоні переходу L-T. Віддалення від головного компонента на 43 кутових секунди на відстані 20,4 парсека свідчить про те, що в абсолютних величинах цей коричневий карлик віддалений від нього приблизно на 880 а. о.
З'ясувалося, що коричневий карлик приблизно на половину зоряної величини яскравіший у діапазонах H (6—8 ГГц), J (10—20 ГГц) і K (20—40 ГГц), ніж очікувалося, порівняно з іншими подібними об'єктами на такій відстані. Не було надійно підтверджено, що система не є молодою, тому, імовірно, компонент C сам є близькою подвійною, яку не вдалося розрізнити під час огляду 2MASS. Ця підозра підтвердилася у 2006 році, коли з'ясувалося, що джерело випромінювання має дещо видовжену форму, причиною чого було те, що він складається з двох компонентів подібних спектральних класів. Відстань між цими двома коричневими карликами — компонентами C та D — становить приблизно 11 а. о. Оскільки їхні маси малі, один оберт один навколо одного вони роблять приблизно за 150 років.